# Dysmicoccus radicis
Dysmicoccus radicis är en insektsart som först beskrevs av Green 1933.  Dysmicoccus radicis ingår i släktet Dysmicoccus och familjen ullsköldlöss. Inga underarter finns listade i Catalogue of Life.